# Ceratonereis obockensis
Ceratonereis obockensis är en ringmaskart som beskrevs av Gravier 1901. Ceratonereis obockensis ingår i släktet Ceratonereis och familjen Nereididae. Inga underarter finns listade i Catalogue of Life.